# Loenen (Utrecht)
Pour les articles homonymes, voir Loenen.
Loenen est une ancienne commune néerlandaise en province d'Utrecht. Elle existe de 1820 à 2011, date depuis laquelle elle fait partie de Stichtse Vecht. En 2006, elle compte 8 295 habitants.
En 1297, à Loenen aan de Vecht, centre administratif de la commune, lors d'une commémoration, un jeu est pratiqué, appelé colf, où l'on doit taper une balle et l'envoyer vers un but précis : ce jeu deviendra le golf.

## Histoire

### Création
La commune de Loenen est créée le 1er janvier 1820 par la fusion de Loenen-Kronenburg et Stichts Loenen. Ces deux communes sont déjà regroupées entre le 1er janvier 1812 et 1er mai 1817. Jusqu'au 19 septembre 1814, la commune temporaire fait partie du département du Zuyderzée puis de la province de Hollande. Jusqu'au 1er mai 1817, la commune est située dans deux provinces (Utrecht et Hollande). Loenen-Kronenburg correspond alors à la partie hollandaise. 

### Agrandissements
La commune de Loenen est agrandie à deux reprises : en 1964 par le rattachement de Loenersloot et Vreeland, puis en 1989 par le rattachement de Nigtevecht.

### Disparition
Le 1er janvier 2011, la commune de Loenen est supprimée. Elle fusionne avec Breukelen et Maarssen pour former la nouvelle commune de Stichtse Vecht. Lors de sa suppression, la commune compte 8 266 habitants sur une superficie de 27,32 km².